# 宝生九郎重英
宝生九郎重英（ほうしょう くろう しげふさ、1900年（明治32年）7月2日 - 1974年（昭和49年）7月18日）はシテ方宝生流能楽師。十七世宗家。本名、宝生勝。
京都市生まれ。宝生嘉内の二男で、十六世宗家宝生九郎知栄の養子。1903年「高野物狂」で初舞台、1909年「猩々」で初シテ。同年一家で東京に移住し、16代目宝生九郎に弟子入り。1917年18歳で宗家を継承、重英。1949年17代目九郎を襲名。1954年「満仲」で芸術祭賞、1954年度芸術選奨受賞（レコード）。1957年日本能楽会結成に伴い同年から日本能楽会会員。1959年度には宝生会が芸術祭賞を受賞。
1962年日本芸術院会員。1971年勲三等瑞宝章受章。多くの実力ある門人を育てた。
1937年東京音楽学校の選科で講師、翌年教授。1945年能楽協会初代理事長もつとめた。子に宝生英雄（18代目宗家）、宝生公恵（女性能楽師）。孫に華道家の横井紅炎。